# Mercedes-Benz W 148
La Mercedes-Benz W 148 (Mercedes-Benz 600 V / 600 K) est un modèle prototype de la catégorie des luxueuses conçu par Daimler-Benz en 1941 et 1942. Peu avant la Seconde Guerre mondiale, l’entreprise réfléchissait à une grosse voiture équipée d’un moteur douze cylindres. Dès 1937, il existait la Type 540 K équipée d'un moteur V12. En 1941 et 1942, divers prototypes furent construits, destinés à succéder à la Type 770.

## Mercedes-Benz Type 600 V
Une limousine Pullman, une voiture de tourisme, une berline 6 places et des cabriolets D et F (4 portes ou version Pullman) étaient destinés à servir de carrosserie à cette grande voiture avec un empattement de 3 780 mm ou 3 880 mm. Cependant, seules 12 voitures d’essai ont été réellement construites. Son moteur V12 (angle de cylindre de 80°) à soupapes en tête (OHV) et arbre à cames central entraîné par engrenage droit avait une cylindrée de 6 020 cm³ et développait 170 ch (125 kW) à 3 600 tr/min. Il faisait accélérer le véhicule jusqu'à 160 km/h. Une boîte de vitesses à quatre vitesses avec surmultiplication (1:0,713) entraînait les roues arrière, qui étaient fixées sur un essieu à double articulation et suspendues à des ressorts hélicoïdaux. L'essieu avant était également à ressorts hélicoïdaux. La voiture était équipée de freins hydrauliques avec assistance pneumatique par aspiration pour les 4 roues.

## Mercedes-Benz Type 600 K
Certains des prototypes mentionnés ci-dessus étaient également équipés d'un moteur suralimenté. Ce moteur était le même que celui mentionné ci-dessus, mais ne produisait que 155 ch (114 kW) sans compresseur. Avec le compresseur Roots commutable, il atteignait 240 ch (176 kW) et faisait accélérer le véhicule lourd jusqu'à 170 km/h.
En outre, 12 autres prototypes d'une grande voiture de sport ont été créés, appelés «Mercedes-Benz 600 K courte», et elles ont reçu le numéro de modèle W 157.

## Poursuite du développement
Adolf Hitler, tout comme Hermann Göring, s'était vu proposer deux de ces voitures en tant que véhicules officiels, mais a poliment refusé et, compte tenu de la guerre, a interdit le développement ultérieur de véhicules de luxe. Cela rendait superflue la production en série de moteur douze cylindres.